# Purple Violets
(Tagline del film)
Purple Violets è un film indipendente del 2007 scritto e diretto da Edward Burns, che racconta di quattro amici, che ai tempi del college erano due coppie, che si rincontrano dopo vent'anni.

## Trama
Patti Petalson vive a New York con il marito, con cui non va d'accordo. Legge moltissimo ed evade nella lettura. Una sera va al ristorante con la sua migliore amica Kate e le due incontrano per caso Brian Callahan, un affermato scrittore di gialli, la sua ragazza e Murphy, suo avvocato e migliore amico: i due sono i loro ex fidanzati ai tempi del college. Sorpreso di vederle dopo ben dodici anni, Brian si fa coraggio e va al loro tavolo per salutarle. Kate è ancora amareggiata per la fine della storia con Murphy e non perde occasione per parlare male di lui. Brian chiede a Patti della sua attività di scrittrice, lei si emoziona e gli parla del nuovo romanzo che sta preparando. Ma appena Brian si è allontanato, confessa subito a Kate che stava mentendo: ormai lavora come agente immobiliare e non scrive più, da anni.
Brian ha appena pubblicato un nuovo romanzo, con cui spera di fare il salto di qualità come scrittore e fare "vera letteratura", ma riceve pessime recensioni, tanto che agli incontri con i lettori, in libreria, si presentano pochissime persone. Anche Patti è molto frustrata: odia il suo lavoro e litiga in continuazione con il marito, che si dimostra molto geloso del fatto che lei abbia rivisto "casualmente" il suo primo grande amore.
Patti va malvolentieri a visitare un nuovo appartamento che si è appena liberato, ma invece di andarsene, si distrae e rimane a leggere un nuovo romanzo che ha comprato. Nello stesso appartamento si affaccia un altro agente immobiliare, insieme a ... Murphy, che ha divorziato da poco e cerca un'altra sistemazione. Venendo a sapere che Patti fa l'agente immobiliare, Murphy licenzia il suo agente seduta stante e assume Patti. Poi riferisce a Brian il lavoro che Patti svolge davvero: Brian è incredulo, perché ricorda Patti come molto più brava di lui a scrivere.
Le loro relazioni sono ormai in crisi. Patti sorprende il marito a chiamare un numero telefonico erotico, mentre la ragazza di Brian ha ottenuto un lavoro a Seattle come discografica e vuole trasferirsi insieme a lui, ma Brian è contrario perché è troppo attaccato alla città di New York.
Patti si decide ad andare a una delle presentazioni del nuovo libro di Brian; i due vanno a bere un drink insieme e ricordano come e perché si sono lasciati dodici anni prima. Lei in realtà non ricorda nemmeno più perché ha lasciato Brian, mentre lui ammette che pensava di non avere il coraggio di sposarla, perché aveva molto più talento di lui e questa cosa gli metteva soggezione. Lei gli confessa di essere sposata, e lui di essere fidanzato; ma prima di andarsene in un taxi, Patti gli dà un bacio fugace. Tornata a casa, litiga di nuovo con il marito e i due si lasciano. Patti va a stare dalla sua amica Kate e incoraggiata dalle parole di Brian, inizia a scrivere un racconto.
Nel frattempo, Murphy cerca di recuperare il rapporto con Kate, e prova a dare una festa con vecchi amici sperando di incontrarla. Ma Kate è ancora profondamente ferita dal tradimento, dall'alcolismo e dalle bugie di Murphy e respinge ogni approccio. Convinta che Murphy continui a mentirle dopo tanti anni, Kate rintraccia la ragazza con cui Murphy l'aveva tradita dodici anni prima per avere la sua versione dei fatti. Murphy ribadisce di avere smesso di bere e di essere sincero, e se ne va.
Patti accetta un invito di Brian a passare un fine settimana nella sua casa al mare: lui le regala la chiave di questa casa, perché possa tornare lì quando desidera scrivere. Patti è appagata e felice della considerazione che Brian ha per lei, ma l'ultimo giorno si incupisce e una volta rientrata a casa, trova i messaggi del marito che le propone di salvare il loro matrimonio. Un ultimo incontro di chiarimento, però, fa capire a entrambi che è definitivamente finita. Patti torna allora da Brian, solo per dirgli però che non se la sente di iniziare subito una nuova relazione. Brian ci rimane malissimo e per la prima volta, lascia New York.
Qualche tempo dopo, Patti incontra Kate e Murphy, che si sono rimessi insieme. Ha pubblicato il suo primo romanzo, e accanto al suo libro in vetrina compare... l'ennesimo romanzo giallo scritto da Brian. Patti va a uno degli incontri con lo scrittore in libreria, ma non con un romanzo giallo, bensì con il romanzo di "alta letteratura" su cui Brian aveva riposto tante speranze. Brian però è mortificato di essersi piegato alle richieste dei suoi editori e del fatto che Patti torni soltanto adesso da lui, e la congeda.
Finalmente, Patti si decide a tornare alla casa al mare di Brian e sullo scrittoio trova un secondo romanzo, che non è un romanzo giallo e si intitola "Purple Violets". Sulla spiaggia intravede Brian e intuisce che anche lui ora può darle una seconda chance.

## Colonna sonora
La colonna sonora di Purple Violets comprende le canzoni principali della band Alternative rock "The Blue Jackets" comprese le ballate "Do you Remember" e "You send Shivers" suonate durante la scena finale del film.

## Distribuzione
Purple Violets è noto per essere stato il primo film a essere distribuito in esclusiva sull'iTunes Store gestito dalla Apple Inc.. Il film è disponibile dal 20 novembre, 2007 a un costo di 14 dollari. Negli Stati Uniti il film ha usato canali multimediali per essere distribuito, solo successivamente è stato distribuito in DVD.